# کراوا
کِراوا (Keravan kaupunki) یک شهرک در منطقه اوسیما در کشور فنلاند است.
این شهرک در سال ۲۰۱۴ میلادی ۳۵٬۳۰۴ نفر جمعیت و ۳۰٫۷۹ کیلومتر مربع مساحت دارد.